# Peter Brown (rugby à XV)
Pour les articles homonymes, voir Peter Brown et Brown.

a Compétitions nationales et continentales officielles uniquement.

b Matchs officiels uniquement.
Dernière mise à jour le 13 janvier 2025.
Peter Currie Brown, né le 16 décembre 1941 à Troon (Écosse) et mort le 12 janvier 2025, est un joueur de rugby à XV qui évolue au poste de deuxième ligne ou de troisième ligne centre pour l'équipe de West of Scotland FC et celle de Gala RFC, et au niveau international pour l'équipe d'Écosse de 1964 à 1973. 

## Biographie
Peter Brown appartient à une famille sportive, son frère cadet Gordon joue aussi pour l'équipe d'Écosse et il en est même un des meilleurs joueurs. Son père, Jock Brown a joué gardien de but pour l'équipe d'Écosse de football,
Peter Brown obtient sa première sélection internationale à l'âge de 22 ans le 4 janvier 1964, à l'occasion d'un match contre l'équipe de France. Il est titulaire des quatre matchs du tournoi 1964 ; il ne joue que deux matchs du tournoi 1965, puis il n'est plus retenu avant de faire son retour à compter de 1969. En 1970 son frère Gordon réussit à gagner sa place dans le groupe écossais pour le Tournoi des Cinq Nations 1970 et démarre la partie contre la France, mais il perd sa place de titulaire contre le pays de Galles au profit de Peter, qui est le premier à lui apprendre la nouvelle. Gordon fait son entrée à la mi-temps pour remplacer Peter à cause d'une blessure, et c'est la première fois qu'un frère remplace son frère dans un match international. Il a une grande particularité pour un avant : il est capable d'être buteur et ce, très correctement.
Peter est un membre indépendant de la Cour d'appel du rugby écossais et il opère comme commissaire de match et de discipline pour à la fois le Six Nations et la Coupe d'Europe de rugby à XV.

## Statistiques en équipe nationale
- 27 sélections avec l'équipe d'Écosse dont 10 fois capitaine entre 1971 et 1973
- 67 points (3 essais, 15 pénalités, 6 transformations)
- Sélections par année : 5 en 1964, 3 en 1965, 1 en 1966, 2 en 1969, 2 en 1970, 5 en 1971, 4 en 1972, 5 en 1973.
- Tournois des Cinq Nations disputés : 1964, 1965, 1969, 1970, 1971, 1972, 1973.